# Anthocleista liebrechtsiana
Anthocleista liebrechtsiana är en gentianaväxtart som beskrevs av Wildem. och Th. Dur.. Anthocleista liebrechtsiana ingår i släktet Anthocleista och familjen gentianaväxter. Inga underarter finns listade i Catalogue of Life.